# 宜兴高速铁路
宜兴高速铁路（工程名宜昌至郑万高铁联络线）是中华人民共和国湖北省宜昌市境内的一条高速铁路，是连接沪汉蓉快速客运通道与郑渝高速铁路的联络线。线路起自汉宜铁路宜昌东站，经长岗岭设下堡坪站，终至郑渝高速铁路兴山站，全长109.38公里，共设3个车站，另外，本线还计划通过联络线与宜昌北站和汉宜高速铁路相连。工程估算总投资181.5亿元，建设工期5.5年，设计时速为350公里每小时，正线桥隧比高达94.37%，预计2025年正式建成通车。宜兴高铁建成后，结合郑渝高铁共同形成川渝地区东向高铁新通道，武汉至重庆将由目前最快的5小时54分缩短至3小时左右，至成都仅需5小时；同时，宜昌至北京将由目前的8小时缩短至4.5小时左右。

## 历史
2018年9月5日，环境影响评价第一次公示。
2019年4月18日，宜昌至郑万高铁联络线可行性研究报告获得中国铁路总公司、湖北省人民政府联合批复。12月28日，工程于三峡库区兴山县北斗坪正式开工建设。
2021年8月13日，全线第一片梁开始浇筑。
2022年12月7日，中国高速铁路第一高桥最高墩，高岚河特大桥13号墩124米最高墩顺利封顶。
2024年9月13日，根据国铁集团有关通知，线路正式更名为宜兴高速铁路，简称宜兴高铁。